# Ерік Перрен
Ерік Перрен (фр. Éric Perrin; нар. 1 листопада 1975, Лаваль) — канадський хокеїст, що грав на позиції центрального нападника. 
Володар Кубка Стенлі.

## Ігрова кар'єра
Ще у тринадцятирічному віці дебютував на міжнародному турнірі в канадському Квебеку.
Хокейну кар'єру розпочав 1991 року виступами за «Лаваль Регентс».  З 1993 по 1997 Ерік захищав кольори хокейної команди Університету Вермонт. Згодом кілька років відіграв у другорядній лізі ІХЛ. Влітк 2000 переїхав до Європи, де виступав за фінські клуби «Йокеріт», «Ессят», ГПК та ЮІП.
У сезоні 2003–04 повернувся до Північної Америки провівши чотири гри у складі «Тампа-Бей Лайтнінг» решту сезону відіграв за фарм-клуб «Герші Берс». Наступний сезон Ерік також виступав у складі «Герші Берс».
Влітку 2005 Перрен переходить до швейцарського клубу «Берн». Під час плей-оф захищає кольори друголігового швейцарського клубу «Біль».
Наступного року Ерік повертається до «Тампа-Бей Лайтнінг» і 2 листопада 2006 відзначається голом у переможній грі 5-2 проти «Філадельфія Флайєрз».
1 липня 2007 Перрен уклав контракт з «Атланта Трешерс». У першому сезоні Ерік встановив особисті рекорди за час виступів у НХЛ: 33 результативні передачі та 45 загалом очок у регулярному чемпіонаті. Наступний сезон став останнім для канадця в НХЛ.
3 вересня 2009 Перрен приєднався до російської команди «Авангард» (Омськ).
У жовтні 2010 року він підписав дворічну угоду з фінським клубом ЮІП. 23 лютого 2015 сторони дійшли згоди про припинення контракту після завершення сезону. 21 квітня 2015 ТПС оголосив про підписання багаторічного контракту з Еріком.
11 червня 2018 Перрен уклав однорічну угоду з своїм колишнім клубом ЮІП. 19 березня 2019 ухвалив рішення про завершення ігрової кар'єри.
Загалом провів 263 матчі в НХЛ, включаючи 18 ігор плей-оф Кубка Стенлі.

## Інше
Наразі працює спортивним директором в молодіжному клубі міста Дейтона-Біч.

## Нагороди та досягнення
- Володар Кубка Стенлі в складі «Тампа-Бей Лайтнінг» — 2004.
- Чемпіон Фінляндії  в складі ЮІП — 2012.

## Статистика
| Сезон          | Клуб                   | Ліга           | Регулярний сезон | Регулярний сезон | Регулярний сезон | Регулярний сезон | Регулярний сезон | Плей-оф | Плей-оф | Плей-оф | Плей-оф | Плей-оф |
| Сезон          | Клуб                   | Ліга           | І                | Г                | П                | О                | ШХ               | І       | Г       | П       | О       | ШХ      |
| -------------- | ---------------------- | -------------- | ---------------- | ---------------- | ---------------- | ---------------- | ---------------- | ------- | ------- | ------- | ------- | ------- |
| 1991–92        | «Лаваль Регентс»       | QMAAA          | 42               | 41               | 50               | 91               |                  | 12      | 7       | 16      | 23      |         |
| 1992–93        | «Гоксбері Гокс»        | ЦКХЛ           | 31               | 34               | 58               | 92               | 48               | —       | —       | —       | —       | —       |
| 1993–94        | Університет Вермонт    | НКАА           | 32               | 24               | 21               | 45               | 34               | —       | —       | —       | —       | —       |
| 1994–95        | Університет Вермонт    | НКАА           | 35               | 28               | 39               | 67               | 38               | —       | —       | —       | —       | —       |
| 1995–96        | Університет Вермонт    | НКАА           | 38               | 29               | 56               | 85               | 38               | —       | —       | —       | —       | —       |
| 1996–97        | Університет Вермонт    | НКАА           | 26               | 26               | 33               | 59               | 40               | —       | —       | —       | —       | —       |
| 1997–98        | «Клівленд Ламберджекс» | ІХЛ            | 69               | 12               | 31               | 43               | 34               | —       | —       | —       | —       | —       |
| 1997–98        | «Квебек Рефалс»        | ІХЛ            | 13               | 2                | 12               | 14               | 4                | —       | —       | —       | —       | —       |
| 1998–99        | «Канзас-Сіті Блейдс»   | ІХЛ            | 82               | 24               | 37               | 61               | 71               | 3       | 0       | 0       | 0       | 0       |
| 1999–00        | «Канзас-Сіті Блейдс»   | ІХЛ            | 21               | 3                | 15               | 18               | 16               | —       | —       | —       | —       | —       |
| 2000–01        | «Йокеріт»              | СМ-Л           | 6                | 1                | 1                | 2                | 2                | —       | —       | —       | —       | —       |
| 2000–01        | «Ессят»                | СМ-Л           | 43               | 15               | 23               | 38               | 70               | —       | —       | —       | —       | —       |
| 2001–02        | «Ессят»                | СМ-Л           | 45               | 13               | 13               | 26               | 16               | —       | —       | —       | —       | —       |
| 2001–02        | ГПК                    | СМ-Л           | 12               | 5                | 10               | 15               | 4                | 8       | 2       | 4       | 6       | 6       |
| 2002–03        | ЮІП                    | СМ-Л           | 56               | 18               | 28               | 46               | 36               | 7       | 4       | 6       | 10      | 8       |
| 2003–04        | «Герші Берс»           | АХЛ            | 71               | 21               | 54               | 75               | 49               | —       | —       | —       | —       | —       |
| 2003–04        | «Тампа-Бей Лайтнінг»   | НХЛ            | 4                | 0                | 0                | 0                | 0                | 12      | 0       | 1       | 1       | 6       |
| 2004–05        | «Герші Берс»           | АХЛ            | 80               | 24               | 49               | 73               | 46               | —       | —       | —       | —       | —       |
| 2005–06        | «Берн»                 | НЛА            | 44               | 13               | 25               | 38               | 28               | 6       | 2       | 4       | 6       | 8       |
| 2005–06        | «Біль»                 | НЛБ            | —                | —                | —                | —                | —                | 11      | 5       | 7       | 12      | 2       |
| 2006–07        | «Тампа-Бей Лайтнінг»   | НХЛ            | 82               | 13               | 23               | 36               | 30               | 6       | 1       | 1       | 2       | 2       |
| 2007–08        | «Атланта Трешерс»      | НХЛ            | 81               | 12               | 33               | 45               | 26               | —       | —       | —       | —       | —       |
| 2008–09        | «Атланта Трешерс»      | НХЛ            | 78               | 7                | 16               | 23               | 36               | —       | —       | —       | —       | —       |
| 2009–10        | «Авангард» (Омськ)     | КХЛ            | 55               | 7                | 12               | 19               | 36               | 3       | 1       | 0       | 1       | 16      |
| 2010–11        | ЮІП                    | СМ-Л           | 50               | 18               | 32               | 50               | 47               | 10      | 4       | 3       | 7       | 6       |
| 2011–12        | ЮІП                    | СМ-Л           | 58               | 19               | 40               | 59               | 20               | 14      | 4       | 10      | 14      | 6       |
| 2012–13        | ЮІП                    | СМ-Л           | 59               | 11               | 42               | 53               | 22               | 11      | 1       | 5       | 6       | 2       |
| 2013–14        | ЮІП                    | Лійга          | 60               | 16               | 30               | 46               | 28               | 7       | 1       | 3       | 4       | 4       |
| 2014–15        | ЮІП                    | Лійга          | 59               | 12               | 43               | 55               | 20               | 12      | 3       | 8       | 11      | 6       |
| 2015–16        | ТПС                    | Лійга          | 46               | 10               | 24               | 34               | 4                | 8       | 2       | 2       | 4       | 4       |
| 2016–17        | ТПС                    | Лійга          | 43               | 13               | 18               | 31               | 18               | 6       | 0       | 2       | 2       | 0       |
| 2017–18        | ТПС                    | Лійга          | 50               | 23               | 20               | 43               | 22               | 10      | 6       | 3       | 9       | 4       |
| 2018–19        | ЮІП                    | Лійга          | 56               | 15               | 19               | 34               | 18               | 3       | 1       | 1       | 2       | 0       |
| Усього в Лійга | Усього в Лійга         | Усього в Лійга | 643              | 189              | 343              | 532              | 327              | 96      | 28      | 47      | 75      | 46      |
| Усього в НХЛ   | Усього в НХЛ           | Усього в НХЛ   | 245              | 32               | 72               | 104              | 92               | 18      | 1       | 2       | 3       | 8       |
| Усього в КХЛ   | Усього в КХЛ           | Усього в КХЛ   | 55               | 7                | 12               | 19               | 36               | 3       | 1       | 0       | 1       | 16      |